# Stjärnorna blicka ned
Stjärnorna blicka ned (originaltitel: The Stars Look Down) är en brittisk dramafilm från 1939 i regi av Carol Reed, baserad på A.J. Cronins bok.   

## Handling
Davey Fenwick (Michael Redgrave) är en intelligent ung man och lyckas komma iväg från kolgruvestaden i nordöstra England där han är uppvuxen. Han återkommer med avsikten att förbättra livet för gruvarbetarna men han får jobb som lärare och inser att det inte är så lätt som han trodde.

## Medverkande
- Michael Redgrave - Davey Fenwick
- Margaret Lockwood - Jenny Sunley
- Emlyn Williams - Joe Gowlan
- Nancy Price - Martha Fenwick
- Allan Jeayes - Richard Barras
- Edward Rigby - Robert Fenwick
- Linden Travers - Fru Laura Millington
- Cecil Parker - Stanley Millington
- Milton Rosmer - Harry Nugent, MP
- George Carney - Slogger Gowlan
- Ivor Barnard - Wept
- Olga Lindo - Fru Sunley
- Desmond Tester - Hughie Fenwick
- David Markham - Arthur Barras
- Aubrey Mallalieu - Hudspeth
- Kynaston Reeves - Strother
- Clive Baxter - Pat Reedy
- James Harcourt - Will
- Frederick Burtwell - Unionens Officiella
- Dorothy Hamilton - Fru Reedy
- Frank Atkinson - Gruvarbetare
- David Horne - Herr Wilkins
- Edmund Willard - Herr Ramage